# Friedrich Wilhelm Bilefeldt
Friedrich Wilhelm Bilefeldt (geboren 29. September 1794 in Wesel; gestorben 1. März 1848 in Koblenz) war ein preußischer Offizier und Landrat des Kreises Lechenich sowie dessen Nachfolger, dem Kreis Euskirchen.:358

## Leben
Friedrich Wilhelm Bilefeldt war der Sohn des preußischen Kriegsrats Heinrich Diederich Bielefeldt und der Louise Wilhelmine, geborene von Rosenthal. Nach seiner Zeit als aktiver Soldat, zuletzt als Lieutenant im 5. Kürassier-Regiment (Ostpreußen), wurde Bilefeldt bereits 1821 für eine Landratsstelle in Vorschlag gebracht (Bitburg). Im Anschluss an sein formelles Ausscheiden vom Militär (1824) fand er dann aber zunächst Beschäftigung bei der Regierung Düsseldorf. Während er selbst sich für die, nach dem Tod des Kasimir von Dewall (21. April 1826) vakante Stelle des Landrats von Erkelenz bewarb, wurde ihm mit Allerhöchster Kabinettsorder vom 17. Mai das Landratsamt in Lechenich übertragen, am 15. Juni folgte seine Amtseinführung.:359 Sein Vorgänger, Joseph Freiherr von Weichs, starb am 16. Juni 1826 in Lechenich.:804 Zum 17. Februar 1827 änderte sich die Kreisbezeichnung in Kreis Euskirchen, nachdem Bilefeldt den Umzug nach dort forciert hatte. Die Verlegung wurde damit begründet, das Bilefeldt sich mit den angesehensten Einwohnern der Stadt Lechenich derart verfeindet habe, dass man dem „hypochondrischen und kränklichen Manne Ruhe verschaffen wollte“.:225 Gut drei Jahre später wurde Bilefeldt zum 1. Oktober 1830 zwangspensioniert.:359
Familie
Der Protestant Friedrich Wilhelm Bilefeldt heiratete am 5. Oktober 1823 in Graudenz in Westpreußen Amalia Staabs (geboren ca. 1802; gestorben nach 1873 in Düsseldorf?), eine Tochter des Premierleutnants, zuletzt Major vom Platz in Pillau in Ostpreußen, Carl Staabs und der Louise Staabs geborene Embacher.:358